# Alphonso Wood
Alphonso Wood (Chesterfield, 17 settembre 1810 – West Farms, 4 gennaio 1881) è stato un botanico statunitense.

## Carriera
Wood studiò presso il Dartmouth College e all'Andover Theological Seminary. Iniziò la sua carriera di insegnante di scienze latine e naturali presso Kimball Union Academy a Meriden, New Hampshire. In seguito fu presidente del Seminario femminile di Cleveland, Ohio, preside del Clinton Female Seminary di Brooklyn, e professore di botanica al Terre Haute Female College in Indiana. Si ritirò dal suo lavoro di istruzione nel 1867 e visse il resto della sua vita a West Farms, New York.